# Iglesia de Santa María (Verdú)

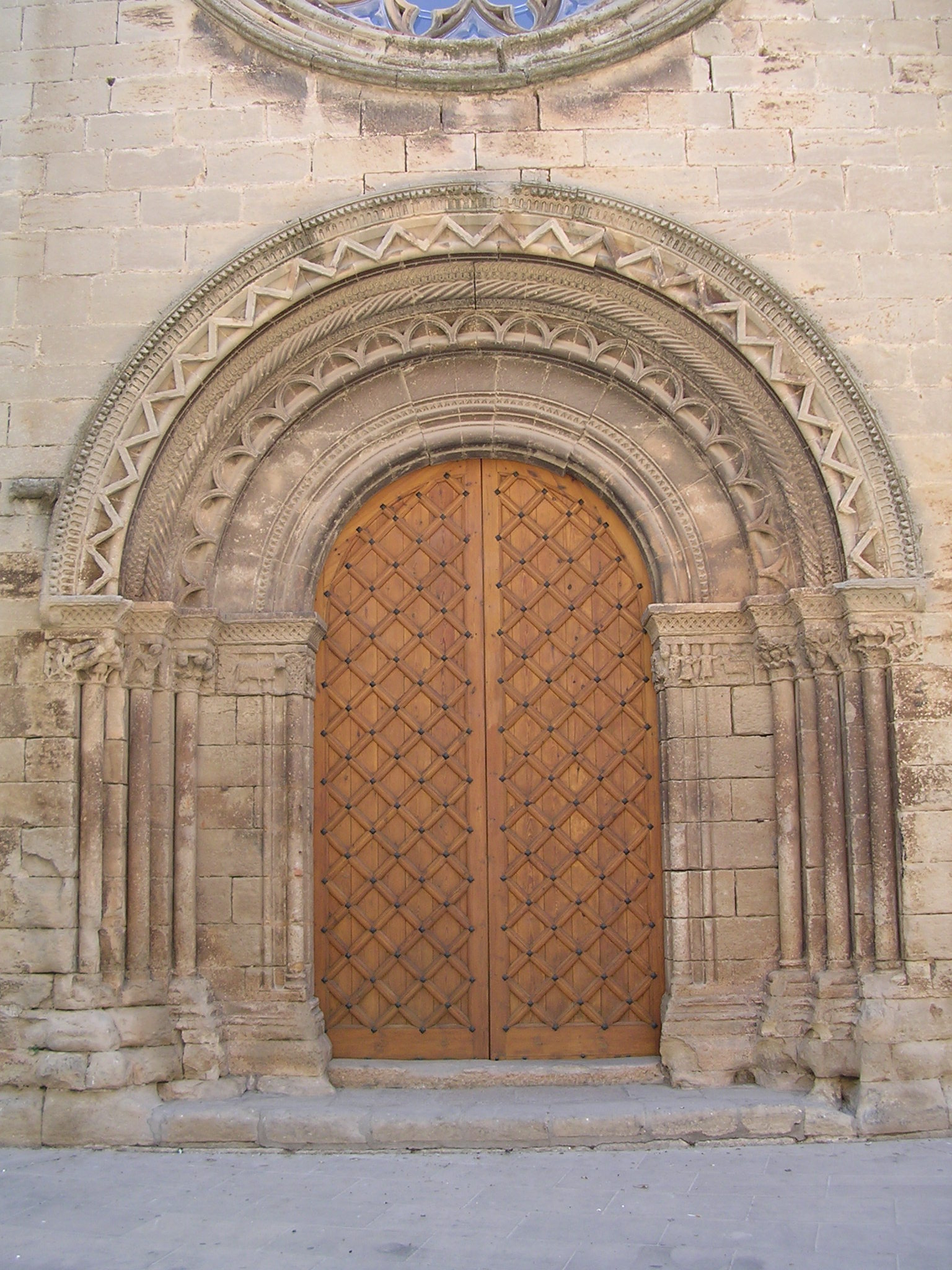
Portada románica de la iglesia.

La iglesia de Santa María es una iglesia románica en la localidad española de Verdú, en Urgel, provincia de Lérida, Cataluña.
De estilo gótica en su mayor parte y modificada en el siglo XVII, cuenta con una gran portada románica de escuela leridana. Con siete arquivoltas decoradas con diferentes temas geométricos, ábacos, tres capiteles y un friso historiado.
El altar de la Purísima Concepción es de estilo barroco y se realizó en 1623 por Agustí Pujol. Aparece representada la Virgen sobre el linaje de David en forma de árbol genealógico. El tronco de este árbol nace del cuerpo de Jesé (padre de David) que aparece dormido. Se conserva también una imagen de la Virgen del Rosario del siglo XVI.

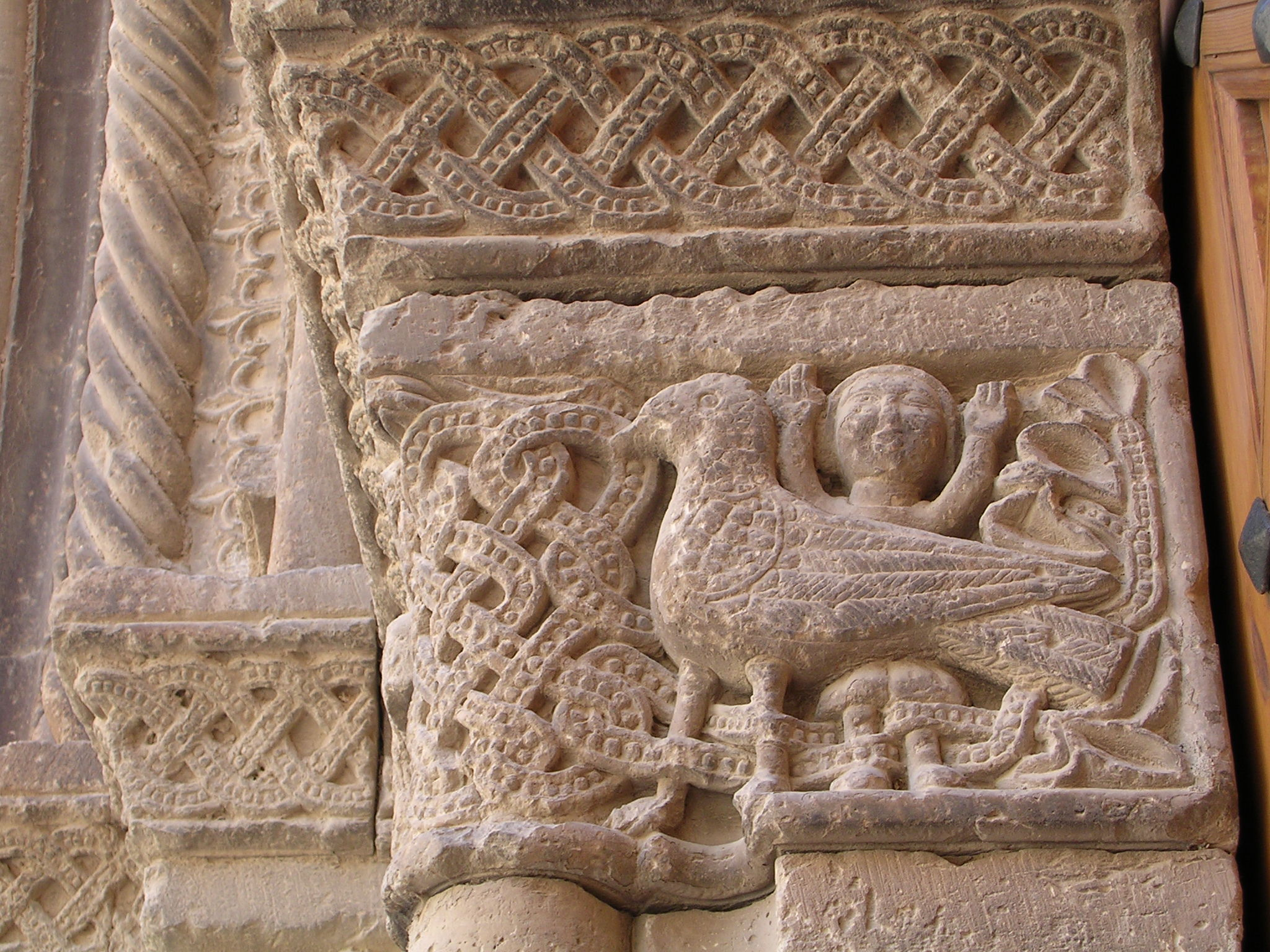
Detalle de un capitel de la portada.
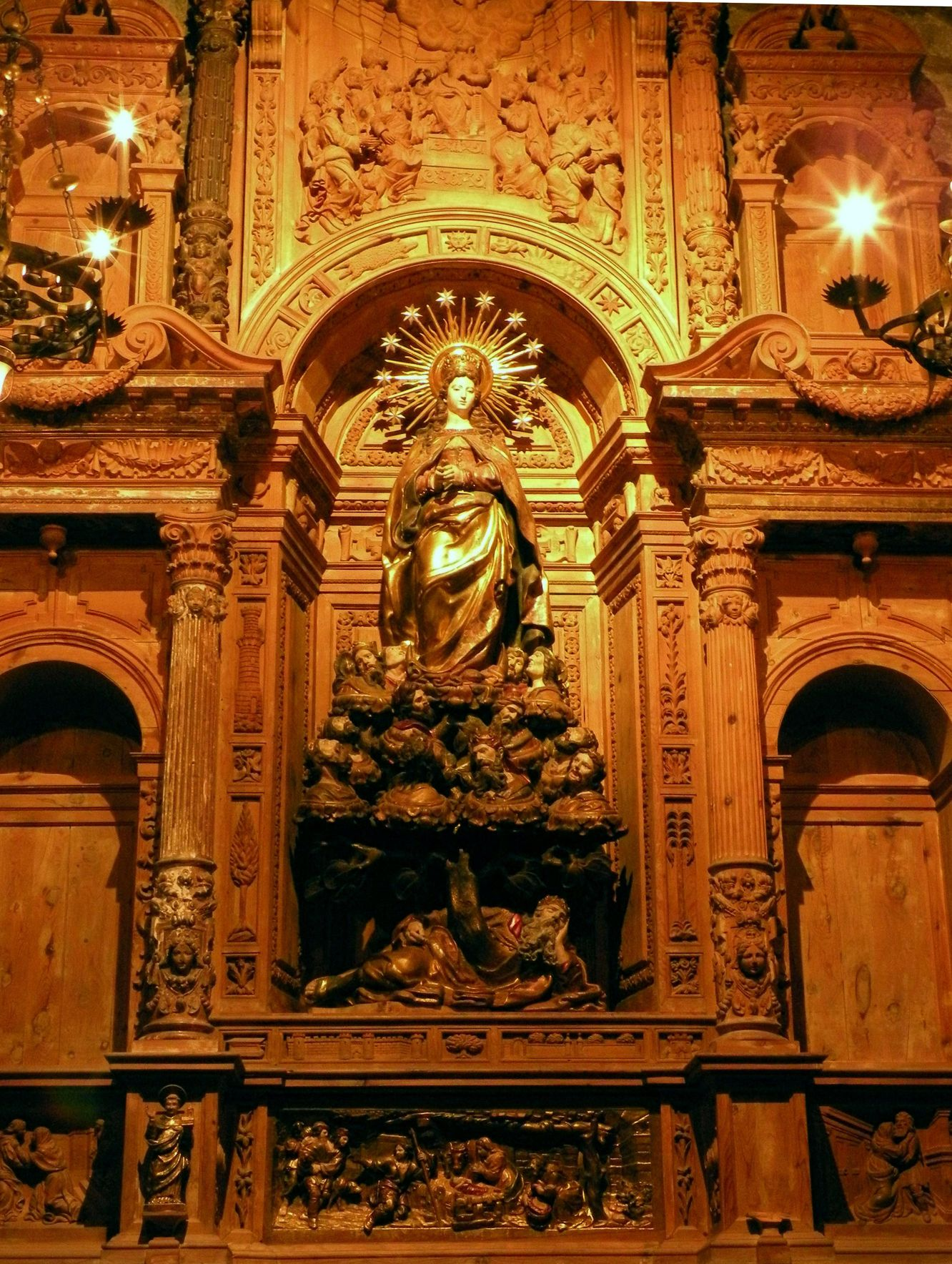
Retablo de la Purísima Concepción, de Agustí Pujol.
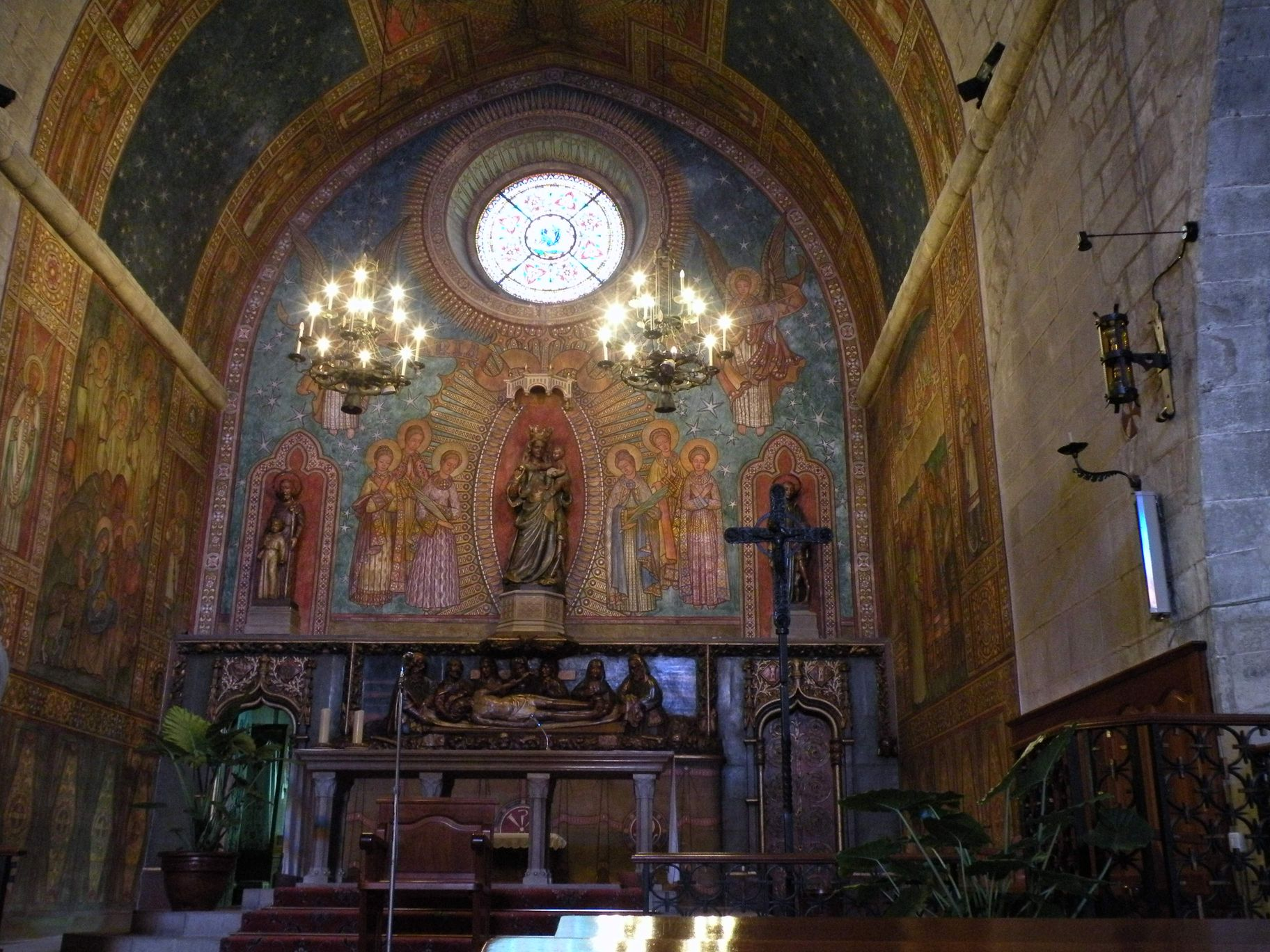
Altar Mayor.
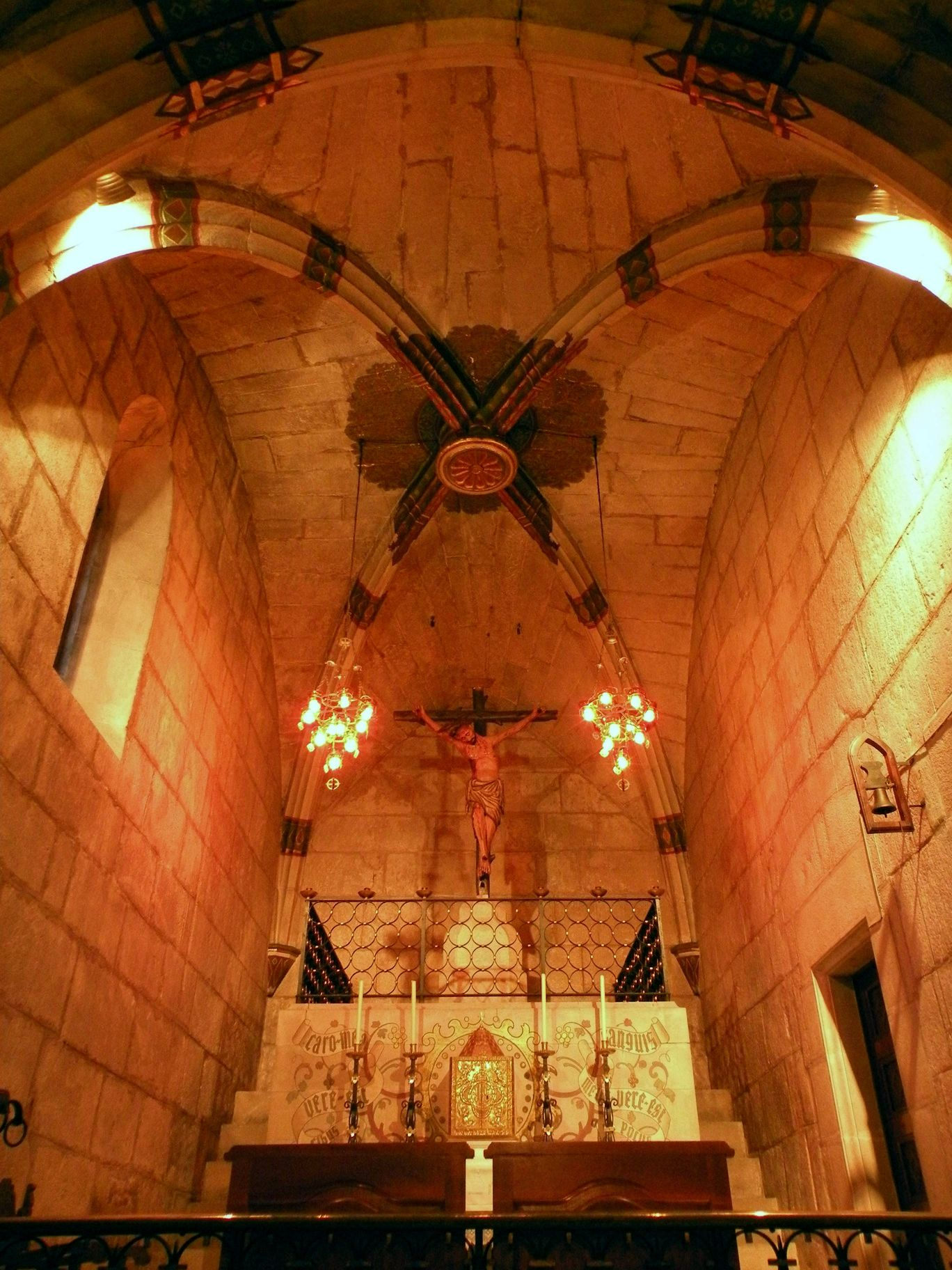
Ábside lateral izquierdo con la imagen del Santo Cristo.
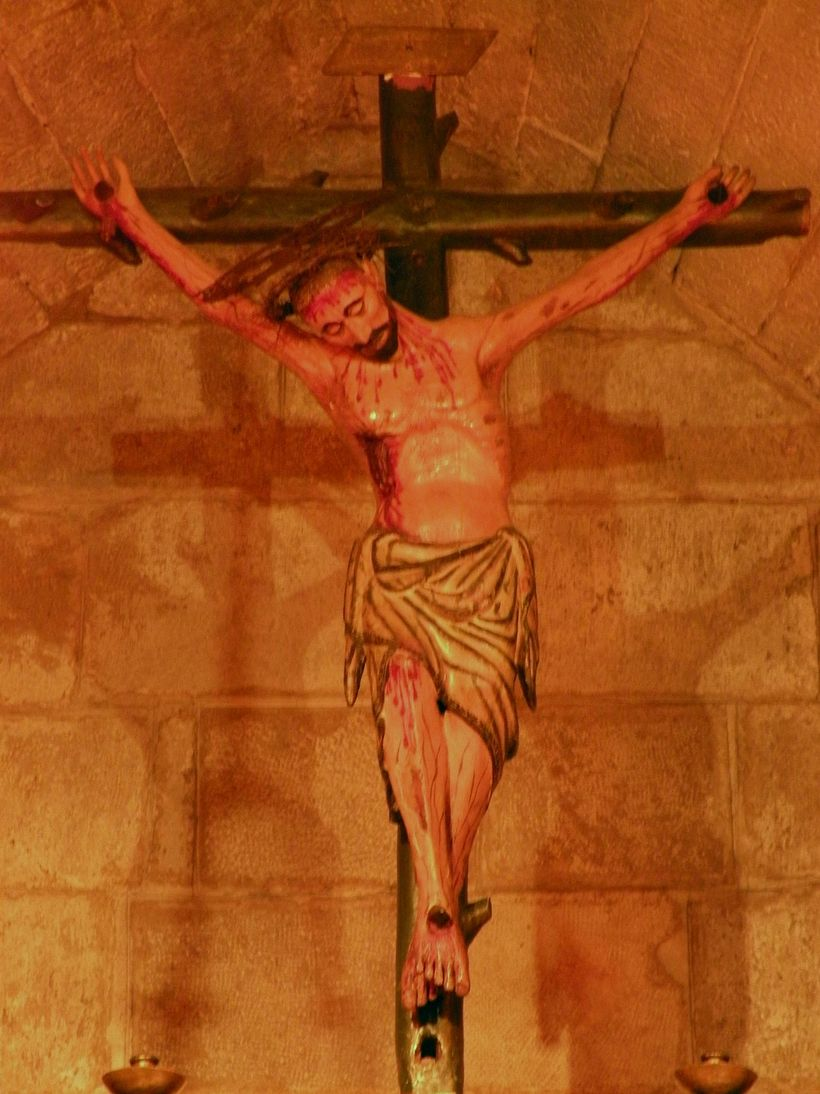
La imagen del Santo Cristo.
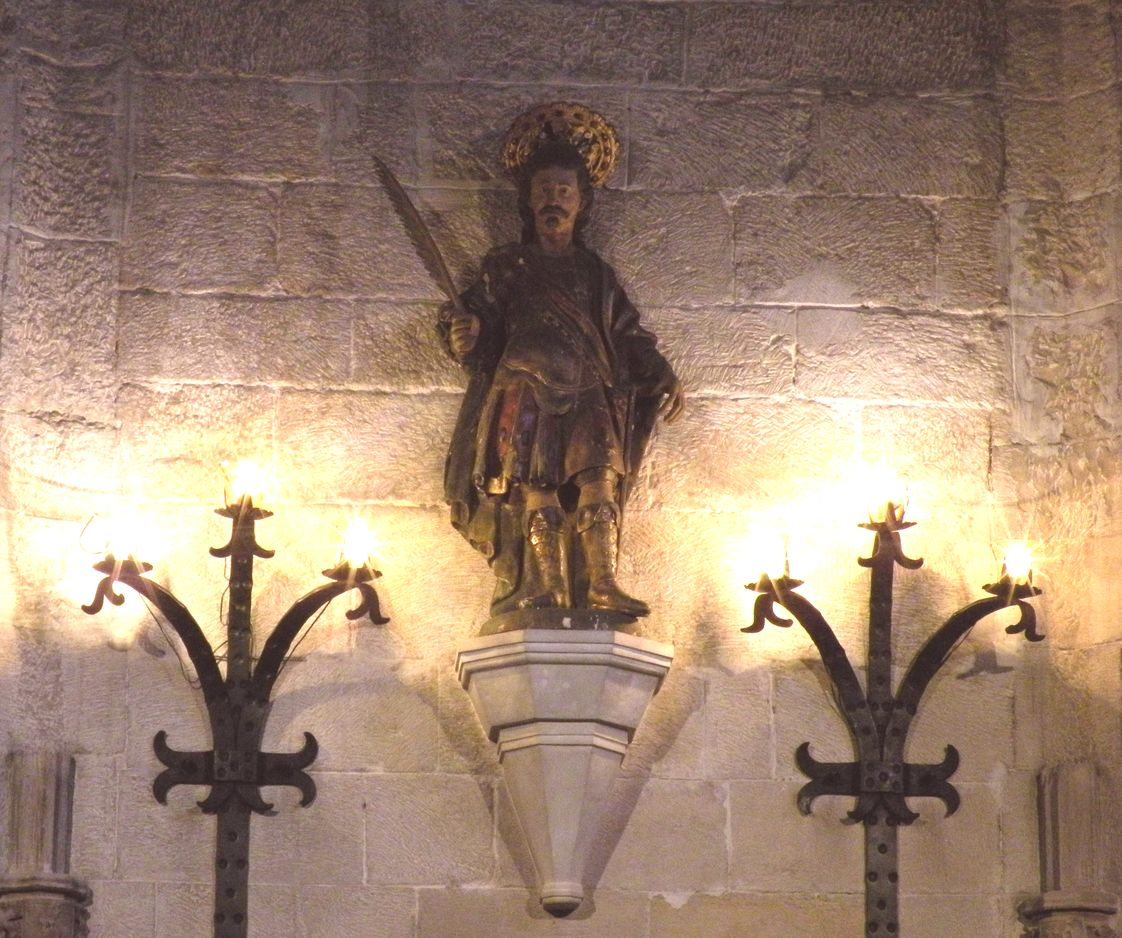
La imagen de San Fabián, en el ábside lateral derecho.